# Tachyoryctes storeyi
Tachyoryctes storeyi é uma espécie de roedor da família Spalacidae. Endêmico do Quênia, registrado apenas da localização-tipo: proximidades do Lago Elmenteita.